# Dunes modernes du littoral landais de Capbreton à Tarnos
Dunes modernes du littoral landais de Capbreton à Tarnos este o arie protejată (sit de importanță comunitară — SCI) din Franța întinsă pe o suprafață de 439 ha, din care 12 % marine.

## Localizare
Centrul sitului Dunes modernes du littoral landais de Capbreton à Tarnos este situat la coordonatele 43°36′57″N 1°27′17″W / 43.61583°N 1.45472°V.

## Înființare
Situl Dunes modernes du littoral landais de Capbreton à Tarnos a fost declarat arie specială de conservare în baza directivei 92/43 din 1992 referitoare la conservarea habitatelor naturale și a faunei și florei sălbatice pentru a proteja un număr necunoscut de specii din flora spontană și fauna sălbatică aflate în arealul zonei.

## Biodiversitate
Situată în ecoregiunea atlantică, aria protejată conține 9 habitate naturale: Dune mobile cu vegetație embrionară, Dune de coastă fixe cu vegetație erbacee („dune gri”), Pajiști uscate europene, Dune fixe decalcificate atlantice (Calluno-Ulicetea), Vegetație anuală la limita mareei, Păduri de Quercus suber, Dune împădurite din regiunile atlantică, continentală și boreală, Dune împădurite cu Pinus pinea și/sau Pinus pinaster, Dune mobile de-a lungul țărmului cu Ammophila arenaria („dune albe”).
La baza desemnării sitului se află un număr nedeclarat de specii protejate.
Pe lângă speciile protejate, pe teritoriul sitului au mai fost identificate 1 specie de păsări.